# Biblioteca de música Pendlebury
La biblioteca de música Pendlebury es la biblioteca de la Facultad de Música de la Universidad de Cambridge, Inglaterra. El edificio actual se terminó en 1984 y fue diseñado por Sir Leslie Martin.
La biblioteca está situada al lado del West Road Concert Hall y la Facultad de Música del antiguo edificio Sidgwick, West Road, Cambridge. La biblioteca está abierta a todos los miembros de la universidad.

## Historia
La biblioteca lleva el nombre de Richard Pendlebury, quien donó su colección de partituras impresas y manuscritos al Museo Fitzwilliam, de donde la mayor parte fue trasladada a la Biblioteca de la Universidad de Cambridge. En 1929 la colección fue entregada a la Facultad de Música, y luego se utilizó el nombre de "La Biblioteca Pendlebury de la Música". En 1994, todos los manuscritos musicales fueron trasladados a la Universidad de Cambridge Library.